# Agave antillarum
Agave antillarum är en sparrisväxtart som beskrevs av Descourt. Agave antillarum ingår i släktet Agave och familjen sparrisväxter.

## Underarter
Arten delas in i följande underarter:
- A. a. antillarum
- A. a. grammontensis